# EuroBrun ER188

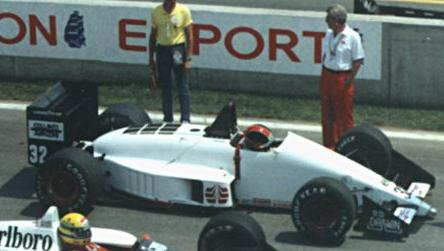
Oscar Larrauri beim Großen Preis von Kanada 1988 im EuroBrun ER188

Der EuroBrun ER188 war ein Rennwagen des italienischen Formel-1-Teams EuroBrun Racing. Er war das erste Auto des neu gegründeten Rennstalls und wurde in seiner ursprünglichen Form in der Formel-1-Weltmeisterschaft 1988 eingesetzt. Hier erzielte er keine Meisterschaftspunkte. Eine überarbeitete Version mit der Bezeichnung EuroBrun ER188B wurde 1989 eingesetzt.

## Hintergrund
EuroBrun Racing war ein Rennstall, der 1987 aus einer Zusammenarbeit von Euroracing und Brun Motorsport entstanden war. Der Schweizer Unternehmer Walter Brun, der Inhaber von Brun Motorsport, übernahm die Finanzierung des Formel-1-Teams, während die technische Seite einschließlich der Renneinsätze in den Händen von Euroracing lag. Hier fand auch die Entwicklung des ER 188  statt. Euroracing hatte bereits Formel-1-Erfahrung: Das Unternehmen hatte zwischen 1983 und 1985 im Auftrag von Alfa Romeo das Formel-1-Engagement des italienischen Automobilherstellers organisiert.
1988 war die letzte Saison der sog. Turbo-Ära. In ihr konkurrierten leistungsstarke Turbofahrzeuge mit konventionellen Saugmotorfahrzeugen. Letztere wurden insbesondere von kleineren bzw. neu gegründeten Teams verwendet, die sich die kostenintensive Turbotechnologie nicht leisten konnten. Zu diesen Teams gehörte auch EuroBrun.

## Technik

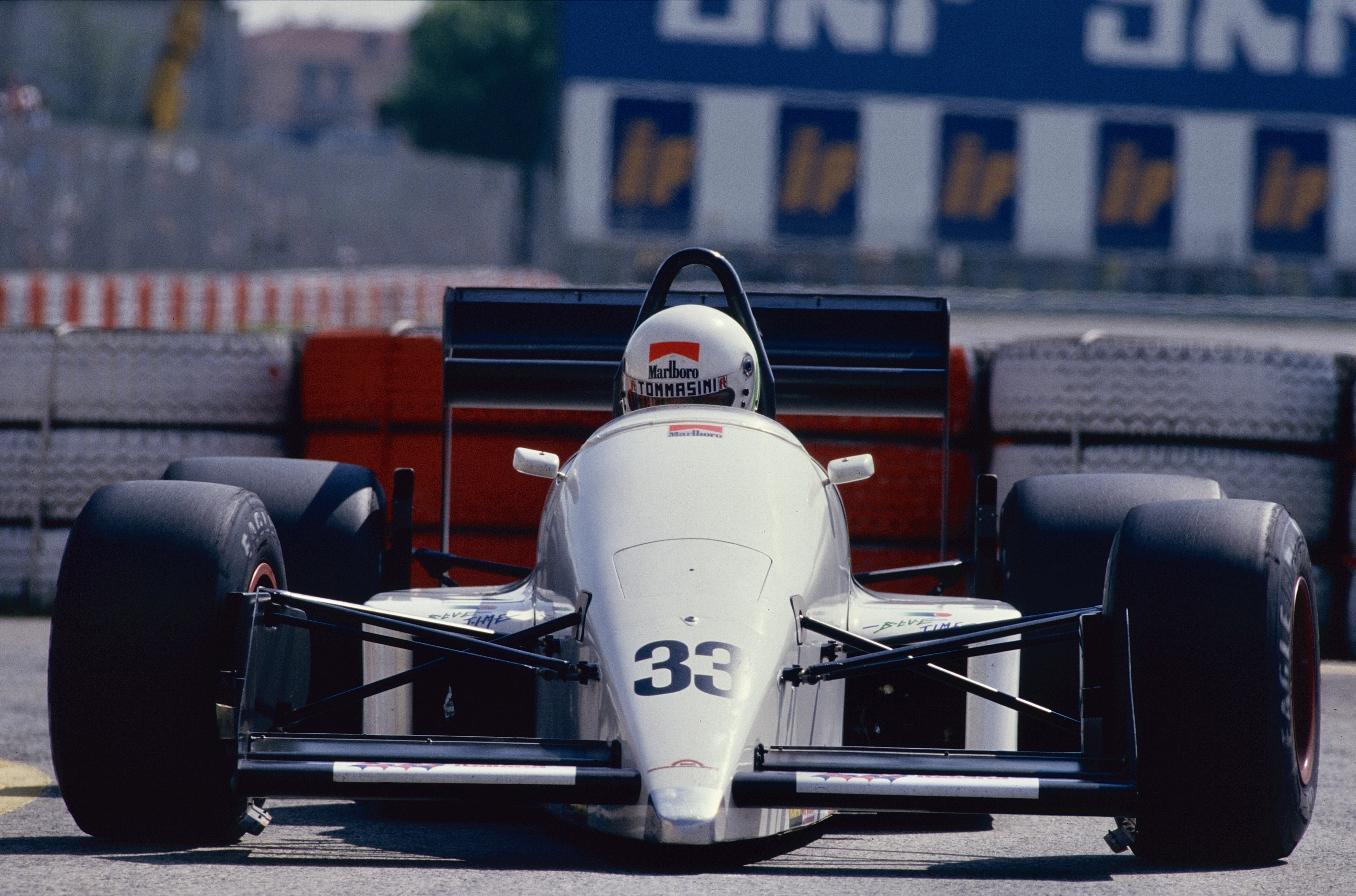
Breite Fahrzeugnase: EuroBrun ER188

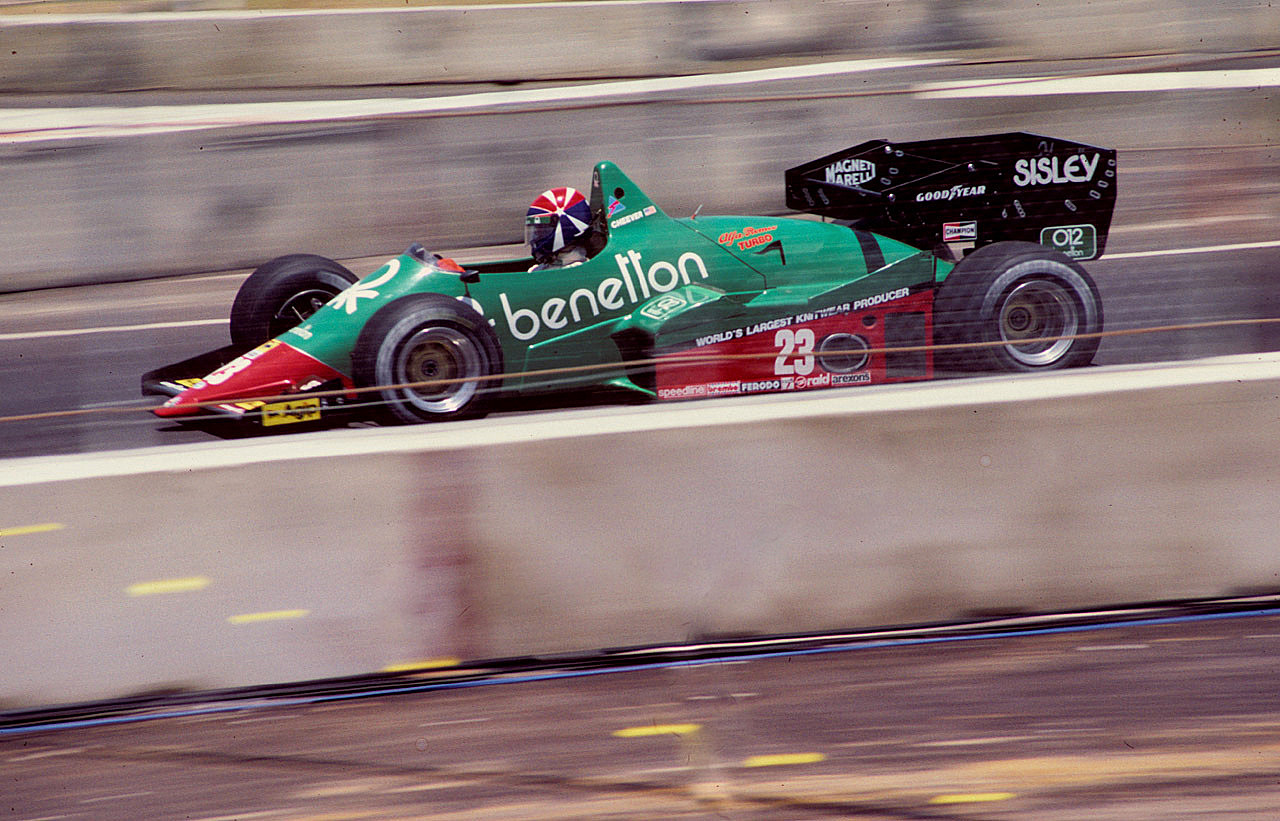
Technische Vorlage für den EuroBrun ER188: Der Alfa Romeo 184T von 1984

Der ER188 wurde von den Euroracing-Technikern in Italien entwickelt. Verantwortliche Konstrukteure waren Bruno Zava und Mario Tollentino, die bereits den Alfa Romeo 184T entworfen hatten. Gianpaolo Pavanello, der Inhaber von Euroracing, beschrieb das Fahrzeug als konventionell, außenstehende Beobachter hielten es zumeist für veraltet. Der ER188 wies erhebliche Ähnlichkeiten zum Alfa Romeo 184T auf. Das galt beispielsweise für die breite Fahrzeugnase, das Monocoque, den Überrollbügel und die halbrunde Motorabdeckung. Eddie Cheever, der den 184T selbst gefahren hatte, war der Ansicht, dass der EuroBrun ER188 lediglich eine Überarbeitung der vier Jahre alten Alfa-Konstruktion sei; ähnlich äußerte sich Günter Schmid, Chef des Konkurrenzteams Rial: „Wenn man den EuroBrun rot anstreicht, hat man einen Alfa. Die haben nichts gemacht.“
Besonderes Merkmal des ER188 war sein hohes, voluminöses Monocoque, das in seinen Dimensionen eher an die frühen 1980er Jahre erinnerte und 1988 bereits als ungewöhnlich auffiel.
Die Aufhängung bestand vorn aus Schub- und hinten aus Zugstreben. Als Antrieb diente ein Achtzylindersaugmotor von Cosworth (Typ DFZ), der bei Heini Mader Racing Components in der Schweiz vorbereitet wurde. Die Kraftübertragung erfolgte über ein Sechsganggetriebe, das Eurobrun mit Komponenten von Hewland selbst entwickelt hatte.
Im Laufe des Jahres wurden drei Chassis vom Typ ER188 gebaut.

## Renneinsätze
EuroBrun meldete für die Saison 1988 zwei Autos. Fahrer waren Stefano Modena und Oscar Larrauri.  Modena erhielt für das erste Saisonrennen den ER188-1, fuhr vom Großen Preis von San Marino bis zum Großen Preis von Spanien den ER188-3 und setzte bei den Überseerennen zum Saisonende in Japan und Australien noch einmal den ER188-1 ein. Larrauri fuhr die ersten 15 Rennen des Jahres mit dem ER188-2; nur im letzten Rennen, dem Großen Preis von Australien, wechselte er auf den ER188-3.
Der ER 188 war kein erfolgreiches Auto. Er fuhr für das Team keine Meisterschaftspunkte ein. Larrauri konnte sich zu acht Rennen qualifizieren, erreichte aber nur zwei Zielankünfte. Modena, auf den das Team große Hoffnungen setzte, schaffte zehn Qualifikationen und fünf Zielankünfte. Das beste Ergebnis für EuroBrun war sein elfter Platz beim Großen Preis von Ungarn.
Ein wesentliches Problem des Autos war seine konstruktive Schlichtheit, die mit den jüngeren Konstruktionen anderer – auch kleinerer – Teams nicht Schritt halten konnte. Zudem war das Fahrverhalten problematisch und eine Abstimmung schwierig. EuroBrun verpflichtete im Sommer 1988 den britischen Designer Ralph Bellamy, der das Fahrwerk überarbeiten sollte. Seine Arbeit wirkte sich allerdings nicht positiv aus. Nach dem Großen Preis von Deutschland konnte sich Larrauri nur noch einmal und Modena nur dreimal qualifizieren.
In der Kritik standen außerdem die Fahrer, die keine Erfahrung in der Formel 1 hatten, sowie die praktische Arbeit der Euroracing-Mitarbeiter an der Rennstrecke. Zahlreiche Organisationsfehler führten zu Ausfällen, Nicht- oder Disqualifikationen. In Mexiko etwa wurde Modena disqualifiziert, weil der Heckflügel um vier mm zu weit hinten angebracht war, und in Belgien vergaßen die Mechaniker, die Autos mit einem speziellen Qualifikationsmotor auszurüsten, der eine erhöhte Leistung aufwies.

## Nachfolger
Für die Saison 1989 wurden zwei der drei ER188 mit einem Motor von Judd ausgestattet und aerodynamisch leicht überarbeitet. Das von Gregor Foitek gefahrene, nunmehr ER 188B genannte Auto war das erfolgloseste Fahrzeug der Saison 1989.

## Resultate des EuroBrun ER188
| Fahrer               | Nr.                  | 1   | 2   | 3   | 4   | 5   | 6   | 7   | 8   | 9   | 10  | 11  | 12   | 13   | 14   | 15  | 16  | Punkte | Rang |
| -------------------- | -------------------- | --- | --- | --- | --- | --- | --- | --- | --- | --- | --- | --- | ---- | ---- | ---- | --- | --- | ------ | ---- |
| Formel-1-Saison 1988 | Formel-1-Saison 1988 |     |     |     |     |     |     |     |     |     |     |     |      |      |      |     |     | 0      | −    |
| Oscar Larrauri       | 32                   | DNF | DNQ | DNF | 13  | DNF | DNF | DNF | DNQ | 16  | DNQ | DNQ | DNPQ | DNPQ | DNPQ | DNQ | DNF | 0      | −    |
| Stefano Modena       | 33                   | DNF | NC  | DNF | DNF | 12  | DNF | 14  | 12  | DNF | 11  | DNQ | DNQ  | DNQ  | 13   | DNQ | DNF | 0      | −    |

| Legende  | Legende            | Legende                                                          |
| Farbe    | Abkürzung          | Bedeutung                                                        |
| -------- | ------------------ | ---------------------------------------------------------------- |
| Gold     | –                  | Sieg                                                             |
| Silber   | –                  | 2. Platz                                                         |
| Bronze   | –                  | 3. Platz                                                         |
| Grün     | –                  | Platzierung in den Punkten                                       |
| Blau     | –                  | Klassifiziert außerhalb der Punkteränge                          |
| Violett  | DNF                | Rennen nicht beendet (did not finish)                            |
| Violett  | NC                 | nicht klassifiziert (not classified)                             |
| Rot      | DNQ                | nicht qualifiziert (did not qualify)                             |
| Rot      | DNPQ               | in Vorqualifikation gescheitert (did not pre-qualify)            |
| Schwarz  | DSQ                | disqualifiziert (disqualified)                                   |
| Weiß     | DNS                | nicht am Start (did not start)                                   |
| Weiß     | WD                 | zurückgezogen (withdrawn)                                        |
| Hellblau | PO                 | nur am Training teilgenommen (practiced only)                    |
| Hellblau | TD                 | Freitags-Testfahrer (test driver)                                |
| ohne     | DNP                | nicht am Training teilgenommen (did not practice)                |
| ohne     | INJ                | verletzt oder krank (injured)                                    |
| ohne     | EX                 | ausgeschlossen (excluded)                                        |
| ohne     | DNA                | nicht erschienen (did not arrive)                                |
| ohne     | C                  | Rennen abgesagt (cancelled)                                      |
| ohne     | keine WM-Teilnahme |                                                                  |
| sonstige | P/fett             | Pole-Position                                                    |
| sonstige | 1/2/3/4/5/6/7/8    | Punktplatzierung im Sprint-/Qualifikationsrennen                 |
| sonstige | SR/kursiv          | Schnellste Rennrunde                                             |
| sonstige | *                  | nicht im Ziel, aufgrund der zurückgelegten Distanz aber gewertet |
| sonstige | ()                 | Streichresultate                                                 |
| sonstige | unterstrichen      | Führender in der Gesamtwertung                                   |